# 旁遮普邦行政区划
旁遮普邦位于印度西北部，分为22个县。
- 古尔达斯普尔县（Gurdaspur）
- 阿姆利则县（Amritsar）
- 卡普塔拉县（Kapurthala）
- 贾郎达尔县（Jalandhar）
- 霍希亚普尔县（Hoshiarpur）

旁遮普邦所在位置

- 沙希德·巴格特·辛格纳加县（Shaheed Bhagat Singh Nagar），原名那万沙尔县（Nawanshahr）
- 卢普那加尔县（Rupnagar）
- 法特加沙希比县（Fatehgarh Sahib）
- 卢迪亚纳县（Ludhiana）
- 莫加县（Moga）
- 费罗兹普尔县（Firozpur）
- 穆克则县（Muktsar）
- 法利德果德县（Faridkot）
- 珀丁达县（Bathinda）
- 曼萨县（Mansa）
- 桑鲁尔县（Sangrur）
- 帕提亚拉县（Patiala）
- 塔爾恩塔蘭縣（Tarn Taran），2006年從阿姆利則縣析置。
- Ajitgarh縣（原名莫哈利縣），2006年設立。
- 帕坦科特縣（Pathankot），2011年從古爾達斯普爾縣析置。
- 巴爾納拉縣（Barnala），從桑魯爾縣析置。
- 法齊爾卡縣（Fazilka），從费罗兹普尔县析置。